# Жалантас
Жаланта́с (каз. Жалаңтас) — село у складі Актогайського району Карагандинської області Казахстану. Входить до складу Нуркенського сільського округу.
Населення — 57 осіб (2021; 70 у 2009, 148 у 1999, 221 у 1989).
Національний склад станом на 1989 рік:
- казахи — 100 %.

До 1996 року село називалось Бірлестік.